# Apia International Sydney 2017
L'Apia International Sydney 2017 è stato un torneo di tennis giocato sul cemento. È stata la 125ª edizione del torneo facente parte della categoria ATP Tour 250 nell'ambito dell'ATP World Tour 2017 e della categoria WTA Premier nell'ambito del WTA Tour 2017. Si è giocato nell'impianto NSW Tennis Centre a Sydney, in Australia, dall'8 al 14 gennaio 2017.

## Partecipanti ATP

### Teste di serie
| Nazionalità | Giocatore             | Ranking* | Testa di serie |
| ----------- | --------------------- | -------- | -------------- |
| Austria     | Dominic Thiem         | 8        | 1              |
| Uruguay     | Pablo Cuevas          | 22       | 2              |
| Serbia      | Viktor Troicki        | 29       | 3              |
| Spagna      | Pablo Carreño Busta   | 30       | 4              |
| Germania    | Philipp Kohlschreiber | 32       | 5              |
| Lussemburgo | Gilles Müller         | 34       | 6              |
| Slovacchia  | Martin Kližan         | 35       | 7              |
| Spagna      | Marcel Granollers     | 37       | 8              |

* Ranking al 2 gennaio 2017.

### Altri partecipanti
I seguenti giocatori hanno ricevuto una wildcard per il tabellone principale:
- Alex de Minaur
- Thanasi Kokkinakis
- Jordan Thompson

I seguenti giocatori sono passati dalle qualificazioni:

- Matthew Barton
- Gastão Elias
- Thiago Monteiro
- Christopher O'Connell

I seguenti giocatori sono entrati in tabellone come lucky loser:
- Nikoloz Basilašvili
- Santiago Giraldo

## Partecipanti WTA

### Teste di serie
| Nazionalità | Giocatore           | Ranking* | Testa di serie |
| ----------- | ------------------- | -------- | -------------- |
| Germania    | Angelique Kerber    | 1        | 1              |
| Polonia     | Agnieszka Radwańska | 3        | 2              |
| Slovacchia  | Dominika Cibulková  | 5        | 3              |
| Rep. Ceca   | Karolína Plíšková   | 6        | 4              |
| Russia      | Svetlana Kuznecova  | 9        | 5              |
| Regno Unito | Johanna Konta       | 10       | 6              |
| Ucraina     | Elina Svitolina     | 14       | 7              |
| Russia      | Elena Vesnina       | 16       | 8              |
| Italia      | Roberta Vinci       | 18       | 9              |
| Danimarca   | Caroline Wozniacki  | 19       | 10             |

* Ranking al 2 gennaio 2017.

### Altri partecipanti
Le seguenti giocatrici hanno ricevuto una wildcard per il tabellone principale:
- Belinda Bencic
- Eugenie Bouchard

Le seguenti giocatrici sono passati dalle qualificazioni:

- Kateryna Bondarenko
- Duan Yingying
- Christina McHale
- Maria Sakkarī

Le seguenti giocatrici sono entrate in tabellone come lucky loser:
- Irina Falconi
- Arina Rodionova
- Donna Vekić

## Campioni

### Singolare maschile
Gilles Müller ha sconfitto in finale  Daniel Evans con il punteggio di 7–6(5), 6–2.
- È il primo titolo in carriera per Müller.

### Singolare femminile
Johanna Konta ha sconfitto in finale  Agnieszka Radwańska con il punteggio di 6–4, 6–2.
- È il secondo titolo in carriera per Konta, primo della stagione.

### Doppio maschile
Wesley Koolhof /  Matwé Middelkoop hanno sconfitto in finale  Jamie Murray /  Bruno Soares con il punteggio di 6–3, 7–5.

### Doppio femminile
Tímea Babos /  Anastasija Pavljučenkova hanno sconfitto in finale  Sania Mirza /  Barbora Strýcová con il punteggio di 6–4, 6–4.